# The Welcome Burglar

The Welcome Burglar est un film muet américain réalisé par D. W. Griffith, sorti en 1909.

## Synopsis
Un voleur sauve une femme qui est agressée par un de ses soupirants.

## Fiche technique
- Titre : The Welcome Burglar
- Réalisation et scénario : D. W. Griffith
- Société de production et de distribution : American Mutoscope and Biograph Company[1]
- Photographie : G. W. Bitzer
- Pays de production:  États-Unis
- Format[2] : Noir et blanc - Muet - 1,33:1 ou 1,37:1[3] - 35 mm[3],[4]
- Longueur de pellicule : 790 pieds (241 mètres[4])
- Durée : 13 minutes (à 16 images par seconde)[2]
- Date de sortie : 25 janvier 1909

## Distribution
Les noms des personnages proviennent de l'Internet Movie Database.
- Marion Leonard : Alice Pierce
- Harry Solter : Ben Harris
- Edward Dillon
- Mack Sennett : le majordome / une personne au bureau / une personne au bar
- Edwin August
- Owen Moore : une personne au bureau / une personne au bar
- Linda Arvidson : la domestique
- Charles Inslee : l'employeur / le mari[3],[5]
- George Gebhardt : une personne au bureau / le voleur[3],[5]
- Robert Harron : le messager[5]
- Anita Hendrie : une personne au bureau[5]
- Arthur V. Johnson : une personne au bureau / une personne au bar[5]
- David Miles : une personne au bureau / le barman[5]

## Autour du film
Les scènes du film ont été tournées les 11, 12 et 29 décembre 1908 dans le studio de la Biograph à New York et à Fort Lee, dans le New Jersey.
À sa sortie, le film a été présenté sur la même bobine que Son nouveau chapeau (Those Awful Hats).